# Tirrena-Adriàtica 1980
La Tirrena-Adriàtica 1980 va ser la 15a edició de la Tirrena-Adriàtica. La cursa es va disputar en un pròleg inicial i cinc etapes, la darrera de les quals era la tradicional contrarellotge individual pels carrers de San Benedetto del Tronto, entre el 8 i el 13 de març de 1980, amb un recorregut final de 814,3 km.
El vencedor de la cursa fou l'italià Francesco Moser (Sanson-Campagnolo), que s'imposà al belga Fons de Wolf (Boule d'Or-Colnago) i l'italià Dante Morandi (Hoonved-Bottecchia).

## Etapes
| Etapa | Data       | Recorregut                            | Km    | Vencedor d'etapa         | Líder de la general   |
| ----- | ---------- | ------------------------------------- | ----- | ------------------------ | --------------------- |
| Pr.   | 8 de març  | Cerenova - Cerenova (CRI)             | 7,2   | Francesco Moser (ITA)    | Francesco Moser (ITA) |
| 1a    | 9 de març  | Cerenova - Monte Cassino              | 205,0 | Roger de Vlaeminck (BEL) | Francesco Moser (ITA) |
| 2a    | 10 de març | Cassino - Subiaco                     | 168,0 | Roger de Vlaeminck (BEL) | Francesco Moser (ITA) |
| 3a    | 11 de març | L'Aquila - Montegiorgio               | 192,7 | Giuseppe Saronni (ITA)   | Francesco Moser (ITA) |
| 4a    | 12 de març | Grottazzolina - Nereto                | 223,4 | Claude Criquielion (BEL) | Francesco Moser (ITA) |
| 5a    | 13 de març | S.B del Tronto - S.B del Tronto (CRI) | 18,0  | Gregor Braun (GER)       | Francesco Moser (ITA) |

## Classificació general
|    | Ciclista                       | Equip               | Temps       |
| -- | ------------------------------ | ------------------- | ----------- |
| 1  | Francesco Moser (ITA)          | Sanson-Campagnolo   | 21h 17' 28" |
| 2  | Fons de Wolf (BEL)             | Boule d'Or-Colnago  | + 59"       |
| 3  | Dante Morandi (ITA)            | Hoonved-Bottecchia  | + 1' 05"    |
| 4  | Alf Segersall (SWE)            | Bianchi-Piaggio     | + 1' 13"    |
| 5  | Gianbattista Baronchelli (ITA) | Bianchi-Piaggio     | + 1' 16"    |
| 6  | Giuseppe Saronni (ITA)         | Gis Gelati-Colnago  | + 1' 19"    |
| 7  | Bernt Johansson (SWE)          | Magniflex-Olmo      | + 1' 36"    |
| 8  | Michel Pollentier (BEL)        | Splendor-Admiral    | + 1' 46"    |
| 9  | Valerio Lualdi (ITA)           | Gis Gelati-Colnago  | + 2' 23"    |
| 10 | Claudio Bortolotto (ITA)       | San Giacomo-Benotto | + 2' 26"    |